# دنیل برتونی
دنیل برتونی (اسپانیایی: Daniel Bertoni‎؛ زادهٔ ۱۴ مارس ۱۹۵۵) بازیکن فوتبال پیشین اهل آرژانتین است که در پست وینگر راست بازی می‌کرد.
از باشگاه‌هایی که در آن بازی کرده‌است، می‌توان به اتلتیکو ایندپندینته، فیورنتینا، ناپولی، اودینزه و سویا اشاره کرد.
وی همچنین در تیم ملی فوتبال آرژانتین بازی کرده‌است.